# Исключительное право
Исключи́тельное пра́во — совокупность принадлежащих правообладателю (гражданину или юридическому лицу) прав на использование по своему усмотрению любым не противоречащим закону способом результата интеллектуальной деятельности или средства индивидуализации в том числе запрещение или разрешение такого использования другими лицами.

## Признаки исключительного права
1. Действие в течение определённого срока;
2. Действие на ограниченной территории;
3. Необходимость государственной регистрации в случаях, установленных ГК РФ;
4. Возможность ограничения законом (при условии, что такие ограничения не противоречат обычному использованию объекта интеллектуальной собственности и не ущемляют необоснованным образом законные интересы правообладателей).

## Общие положения
Правообладатель может распоряжаться исключительным правом на результат интеллектуальной деятельности или на средство индивидуализации, если законом не предусмотрено иное.
Правообладатель вправе по своему усмотрению разрешать или запрещать другим лицам использование результата интеллектуальной деятельности или средства индивидуализации. Отсутствие запрета не считается согласием (разрешением).
Другие лица не могут использовать соответствующий результат интеллектуальной деятельности или средство индивидуализации без согласия правообладателя, за исключением случаев, предусмотренных Гражданским кодексом. Использование результата интеллектуальной деятельности или средства индивидуализации, если такое использование осуществляется без согласия правообладателя, является незаконным и влечет ответственность, установленную Гражданским кодексом РФ, другими нормативно-правовыми актами, за исключением случаев, когда использование результата интеллектуальной деятельности или средства индивидуализации лицами иными, чем правообладатель, без его согласия допускается Гражданским кодексом РФ.
Исключительное право на результат интеллектуальной деятельности или на средство индивидуализации (кроме исключительного права на фирменное наименование) может принадлежать одному лицу или нескольким лицам совместно.
В случае, когда исключительное право на результат интеллектуальной деятельности или на средство индивидуализации принадлежит нескольким лицам совместно, каждый из правообладателей может использовать такой результат или такое средство по своему усмотрению, если Гражданским кодексом РФ или соглашением между правообладателями не предусмотрено иное. Взаимоотношения лиц, которым исключительное право принадлежит совместно, определяются соглашением между ними.
Доходы от совместного использования результата интеллектуальной деятельности или средства индивидуализации распределяются между всеми правообладателями поровну, если соглашением между ними не предусмотрено иное.
Распоряжение исключительным правом на результат интеллектуальной деятельности или на средство индивидуализации осуществляется правообладателями совместно, если Гражданским кодексом РФ не предусмотрено иное.
В ряде случаев исключительные права на один и тот же результат интеллектуальной деятельности или на одно и то же средство индивидуализации могут одновременно принадлежать разным лицам.
Ограничения исключительных прав на результаты интеллектуальной деятельности и на средства индивидуализации, в том числе в случае, когда использование результатов интеллектуальной деятельности допускается без согласия правообладателей, но с сохранением за ними права на вознаграждение, устанавливаются Гражданским кодексом РФ. Такие ограничения устанавливаются при условии, что они не наносят неоправданный ущерб обычному использованию результатов интеллектуальной деятельности или средств индивидуализации и не ущемляют необоснованным образом законные интересы правообладателей.

## Срок действия исключительных прав
Продолжительность срока действия исключительного права на результат интеллектуальной деятельности или на средство индивидуализации, порядок исчисления этого срока, основания и порядок его продления, а также основания и порядок прекращения исключительного права до истечения срока устанавливаются Гражданским кодексом РФ.
Исключительное право на произведение (объект авторского права) действует в течение всей жизни автора и семьдесят лет, считая с 1 января года, следующего за годом смерти автора.
Исключительное право на произведение, созданное в соавторстве, действует в течение всей жизни автора, пережившего других соавторов, и семьдесят лет, считая с 1 января года, следующего за годом его смерти.
Исключительное право на исполнение (объект смежного права) действует в течение всей жизни исполнителя, но не менее пятидесяти лет, считая с 1 января года, следующего за годом, в котором осуществлены исполнение, либо запись исполнения, либо сообщение исполнения в эфир или по кабелю.
Исключительное право на фонограмму (объект смежного права) действует в течение пятидесяти лет, считая с 1 января года, следующего за годом, в котором была осуществлена запись. В случае обнародования фонограммы исключительное право действует в течение пятидесяти лет, считая с 1 января года, следующего за годом, в котором она была обнародована при условии, что фонограмма была обнародована в течение пятидесяти лет после осуществления записи.
Исключительное право на сообщение радио- или телепередачи (объект смежного права) действует в течение пятидесяти лет, считая с 1 января года, следующего за годом, в котором имело место сообщение радио- или телепередачи в эфир или по кабелю.
Исключительное право изготовителя базы данных (объект смежного права) возникает в момент завершения её создания и действует в течение пятнадцати лет, считая с 1 января года, следующего за годом её создания. Исключительное право изготовителя базы данных, обнародованной в указанный период, действует в течение пятнадцати лет, считая с 1 января года, следующего за годом её обнародования.
Исключительное право публикатора на произведение (объект смежного права) возникает в момент обнародования этого произведения и действует в течение двадцати пяти лет, считая с 1 января года, следующего за годом его обнародования.
Срок действия исключительного права на изобретение, полезную модель, промышленный образец (объекты патентного права) и удостоверяющего это право патента исчисляется со дня подачи первоначальной заявки на выдачу патента в федеральный орган исполнительной власти по интеллектуальной собственности и при условии соблюдения требований, установленных Гражданским кодексом РФ, составляет:
- двадцать лет — для изобретений;
- десять лет — для полезных моделей;
- пять лет — для промышленных образцов.

Срок действия исключительного права на селекционное достижение и удостоверяющего это право патента исчисляется со дня государственной регистрации селекционного достижения в Государственном реестре охраняемых селекционных достижений и составляет тридцать лет. На сорта винограда, древесных декоративных, плодовых культур и лесных пород, в том числе их подвоев, срок действия исключительного права и удостоверяющего это право патента составляет тридцать пять лет.
Исключительное право на топологию интегральных микросхем действует в течение десяти лет. Срок действия исключительного права на топологию исчисляется либо со дня первого использования топологии, под которым подразумевается наиболее ранняя документально зафиксированная дата введения в гражданский оборот в Российской Федерации или любом иностранном государстве этой топологии, или интегральной микросхемы, в которую включена эта топология, или изделия, включающего в себя такую интегральную микросхему, либо со дня регистрации топологии в федеральном органе исполнительной власти по интеллектуальной собственности в зависимости от того, какое из указанных событий наступило ранее.
Исключительное право на товарный знак действует в течение десяти лет со дня подачи заявки на государственную регистрацию товарного знака в федеральный орган исполнительной власти по интеллектуальной собственности. Срок действия исключительного права на товарный знак может быть продлён на десять лет по заявлению правообладателя, поданному в течение последнего года действия этого права. Продление срока действия исключительного права на товарный знак возможно неограниченное число раз.
Свидетельство об исключительном праве на наименование места происхождения товара действует в течение десяти лет со дня подачи заявки на наименование места происхождения товара в федеральный орган исполнительной власти по интеллектуальной собственности. Срок действия свидетельства об исключительном праве на наименование места происхождения товара может быть продлён по заявлению обладателя свидетельства и при условии представления им заключения компетентного органа, определяемого в порядке, установленном Правительством Российской Федерации, о том, что обладатель свидетельства производит в границах соответствующего географического объекта товар, обладающий указанными в Государственном реестре наименований особыми свойствами.

## Государственная регистрация результатов интеллектуальной деятельности и средств индивидуализации
В случаях, предусмотренных Гражданским кодексом РФ, исключительное право на результат интеллектуальной деятельности или на средство индивидуализации признаётся и охраняется при условии государственной регистрации такого результата или такого средства.
В случаях, когда результат интеллектуальной деятельности или средство индивидуализации подлежит государственной регистрации, отчуждение исключительного права на такой результат или на такое средство по договору, залог этого права и предоставление права использования такого результата или такого средства по договору, а равно и переход исключительного права на такой результат или на такое средство без договора, также подлежат государственной регистрации, порядок и условия которой устанавливаются Правительством Российской Федерации.
Государственная регистрация отчуждения исключительного права на результат интеллектуальной деятельности или на средство индивидуализации по договору, государственная регистрация залога этого права, а также государственная регистрация предоставления права использования такого результата или такого средства по договору осуществляются посредством государственной регистрации соответствующего договора.
Несоблюдение требования о государственной регистрации договора об отчуждении исключительного права на результат интеллектуальной деятельности или на средство индивидуализации либо договора о предоставлении другому лицу права использования такого результата или такого средства влечёт недействительность соответствующего договора. При несоблюдении требования о государственной регистрации перехода исключительного права без договора такой переход считается несостоявшимся.

## Распоряжение исключительным правом
Правообладатель может распорядиться принадлежащим ему исключительным правом на результат интеллектуальной деятельности или на средство индивидуализации любым не противоречащим закону и существу такого исключительного права способом, в том числе путём его отчуждения по договору другому лицу (договор об отчуждении исключительного права) или предоставления другому лицу права использования соответствующих результата интеллектуальной деятельности или средства индивидуализации в установленных договором пределах (лицензионный договор).
Заключение лицензионного договора не влечёт за собой перехода исключительного права к лицензиату.
К договорам о распоряжении исключительным правом на результат интеллектуальной деятельности или на средство индивидуализации, в том числе к договорам об отчуждении исключительного права и к лицензионным (сублицензионным) договорам, применяются общие положения об обязательствах (статьи 307—419 Гражданского кодекса РФ) и о договоре (статьи 420—453 Гражданского кодекса РФ), поскольку иное не установлено правилами Раздела VII Гражданского кодекса РФ и не вытекает из содержания или характера исключительного права.
Договор, в котором прямо не указано, что исключительное право на результат интеллектуальной деятельности или на средство индивидуализации передаётся в полном объёме, считается лицензионным договором, за исключением договора, заключаемого в отношении права использования результата интеллектуальной деятельности, специально созданного или создаваемого для включения в сложный объект.
Условия договора об отчуждении исключительного права или лицензионного договора, ограничивающие право гражданина создавать результаты интеллектуальной деятельности определённого рода или в определённой области интеллектуальной деятельности либо отчуждать исключительное право на такие результаты другим лицам, ничтожны.
В случаезалога исключительного права на результат интеллектуальной деятельности или на средство индивидуализации залогодатель вправе в течение срока действия этого договора использовать такой результат интеллектуальной деятельности или такое средство индивидуализации и распоряжаться исключительным правом на такой результат или на такое средство без согласия залогодержателя, если договором не предусмотрено иное.

## Конфликт исключительного права с правами автора
Исключительное право в России по закону ограничено правом автора на имя и на авторство (ст. 1265 ГК РФ) и правом на неприкосновенность произведения и защита произведения от искажений (ст. 1266 ГК РФ).
Владелец исключительных прав обязан указывать имя автора и не имеет права вносить никаких изменений в объект авторского права.
Особенность в том, что право автора на имя и на авторство закреплены только для физических лиц. Хотя для сложных произведений (фильмов, мультимедиа продуктов, баз данных, веб-сайтов) право имени закреплено и для юридических лиц (п. 4. ст. 1240 ГК РФ). Это вынуждает при заключении договоров авторского заказа или трудовых договоров внимательно следить за всеми аспектами передачи как исключительных прав, так и разрешения использовать объект авторского права без указания авторства и разрешения на внесение изменений в созданный объект авторского права.

## Правовые акты
- Гражданский Кодекс РФ (Часть 4) от 18.12.2006 N 230-ФЗ (принят ГД ФС РФ 24.11.2006)